# Josef Hubka
Josef Hubka (11. března 1879 Kralovice – 25. srpna 1956) byl český a československý politik a meziválečný senátor Národního shromáždění.

## Biografie
Po parlamentních volbách v roce 1925 získal za Československou stranu národně socialistickou senátorské křeslo v Národním shromáždění. Mandát nabyl ale až dodatečně roku 1927 jako náhradník poté, co zemřel senátor Vojtěch Čipera. Mandát pak obhájil v parlamentních volbách v roce 1929 a parlamentních volbách v roce 1935. V senátu zasedal až do jeho zrušení v roce 1939. Krátce předtím, v prosinci 1938, ještě přestoupil do nově zřízené Strany národní jednoty.
Profesí byl odborným učitelem na Královských Vinohradech.
Jeho dcera Paula Moss (narozená roku 1925 jako Pavla Hubková) emigrovala v roce 1948 do USA a byla aktivistkou krajanského sdružení Czechoslovak National Council of America.